# Roberto Petito

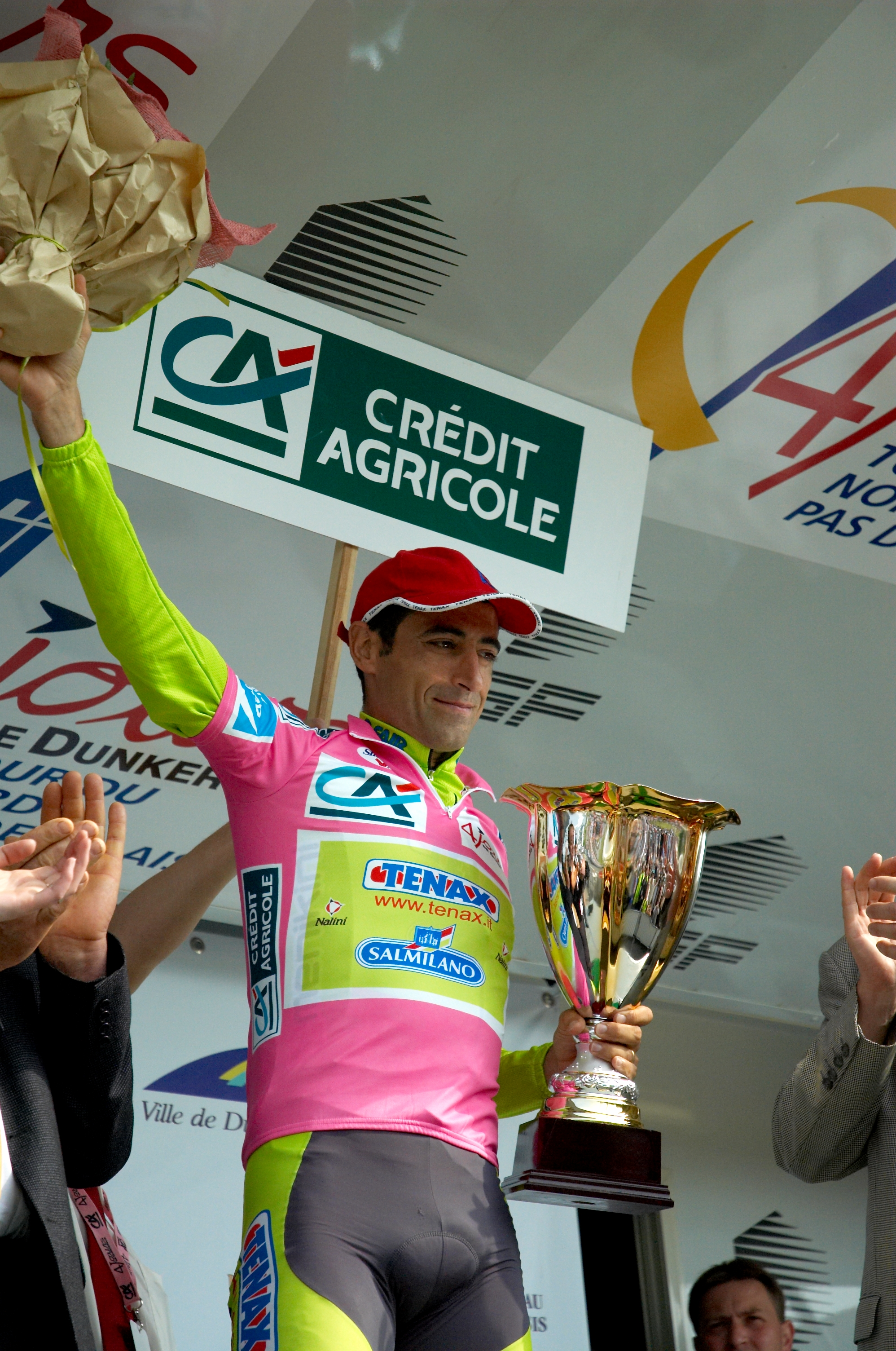
Roberto Petito nos Quatro Dias de Dunquerque de 2006, celebrando a sua vitória

Roberto Petito é um ex ciclista profissional italiano. Nasceu em Civitavecchia a 1 de fevereiro de 1971. Foi profissional desde 1993 até 2008, ano da sua retirada.
A prova na que mais destacou foi na prestigiosa Tirreno-Adriático, prova que ganhou uma vez e na que se impôs em várias etapas.

## Palmarés
1992
- Giro das Regiões

1994
- Giro da Romagna

1997
- Settimana Coppi e Bartali
- Tirreno-Adriático
- Giro di Sardegna

1999
- 2º no Campeonato da Itália em Estrada

2001
- Troféu Pantalica
- 1 etapa do Giro dos Abruzzos
- 1 etapa da Tirreno-Adriático

2004
- 1 etapa da Tirreno-Adriático

2006
- Quatro Dias de Dunquerque, mais 1 etapa

## Equipas
- Mercatone Um (1993-1995)
- Saeco (1996-1999)
- Fassa Bortolo (2000-2005)
- Tenax (2006)
- Liquigas (2007-2008)